# Wólka Lesiewska (gromada)
Wólka Lesiewska – dawna gromada, czyli najmniejsza jednostka podziału terytorialnego Polskiej Rzeczypospolitej Ludowej w latach 1954–1972.
Gromady, z gromadzkimi radami narodowymi (GRN) jako organami władzy najniższego stopnia na wsi, funkcjonowały od reformy reorganizującej administrację wiejską przeprowadzonej jesienią 1954 do momentu ich zniesienia z dniem 1 stycznia 1973, tym samym wypierając organizację gminną w latach 1954–1972.
Gromadę Wólka Lesiewska siedzibą GRN w Wólce Lesiewskiej utworzono – jako jedną z 8759 gromad na obszarze Polski – w powiecie rawskim w woj. łódzkim, na mocy uchwały nr 37/54 WRN w Łodzi z dnia 4 października 1954. W skład jednostki weszły obszary dotychczasowych gromad Jelitów, Julianów Lesiewski, Lesiew, Ossa, Rosławowice, Teodozjów i Wólka Lesiewska oraz uroczysko Żurawia z dotychczasowej gromady Rokszyce i uroczysko Franopol z dotychczasowej gromady Studzianek ze zniesionej gminy Marianów oraz uroczysko Dębina z dotychczasowej gromady Przewodowice ze zniesionej gminy Niwna w tymże powiecie. Dla gromady ustalono 15 członków gromadzkiej rady narodowej.
Gromadę zniesiono 1 stycznia 1959, a jej obszar włączono do nowo utworzonej gromady Biała w tymże powiecie.